# Aleksandr Volkov (kampsportare)
För andra betydelser, se Aleksandr Volkov.
Aleksandr Jevgenievitj Volkov (ryska: Александр Евгеньевич Волков) född 24 oktober 1988 i Moskva, är en rysk MMA-utövare som sedan 2016 tävlar i organisationen Ultimate Fighting Championship.